# ماكسويل هاتشينسون
ماكسويل هاتشينسون (بالإنجليزية: Maxwell Hutchinson)‏ هو مهندس معماري بريطاني، ولد في 3 ديسمبر 1948 في غرانتهام في المملكة المتحدة.

## وصلات خارجية
- ماكسويل هاتشينسون على موقع IMDb (الإنجليزية)